# Off the Deep End
Albums de "Weird Al" Yankovic
UHF - Original Motion Picture Soundtrack and Other Stuff
(1989) Alapalooza
(1993)
Off the Deep End est le septième album du parodiste "Weird Al" Yankovic, sorti en 1992.

## Titres
| No  | Titre                     | Auteur                                                                                   | Parodie de                                                           | Durée |
| --- | ------------------------- | ---------------------------------------------------------------------------------------- | -------------------------------------------------------------------- | ----- |
| 1.  | Smells Like Nirvana       | Kurt Cobain, Dave Grohl, Krist Novoselic, "Weird Al" Yankovic                            | Smells Like Teen Spirit de Nirvana                                   | 3:42  |
| 2.  | Trigger Happy             | "Weird Al" Yankovic                                                                      | The Beach Boys et Jan & Dean                                         | 3:46  |
| 3.  | I Can't Watch This        | MC Hammer, Rick James, Alonzo Miller, "Weird Al" Yankovic                                | U Can't Touch This de MC Hammer                                      | 3:31  |
| 4.  | Polka Your Eyes Out       |                                                                                          | Medley de plusieurs chansons                                         | 3:50  |
| 5.  | I Was Only Kidding        | "Weird Al" Yankovic                                                                      |                                                                      | 3:31  |
| 6.  | The White Stuff           | Maurice Starr (en), "Weird Al" Yankovic                                                  | You Got It (The Right Stuff) (en) de New Kids on the Block           | 2:43  |
| 7.  | When I Was Your Age       | "Weird Al" Yankovic                                                                      |                                                                      | 4:35  |
| 8.  | Taco Grande               | Christian Carlos Warren, Gerardo Mejia, Alberto Slezynger, Rosa Soy, "Weird Al" Yankovic | Rico Suave (en) de Gerardo (en)                                      | 3:44  |
| 9.  | Airline Amy               | "Weird Al" Yankovic                                                                      |                                                                      | 3:50  |
| 10. | The Plumbing Song         | Frank Farian, B. Nail, Diane Warren, "Weird Al" Yankovic                                 | Baby Don't Forget My Number et Blame It on the Rain de Milli Vanilli | 4:08  |
| 11. | You Don't Love Me Anymore | "Weird Al" Yankovic                                                                      |                                                                      | 4:00  |
| 12. | Bite Me (morceau caché)   | "Weird Al" Yankovic                                                                      |                                                                      | 0:06  |